# Лео Вальта
Лео Вальта (фін. Leo Walta, нар. 24 червня 2003, Вантаа, Фінляндія) — фінський футболіст, півзахисник шведського клубу «Сіріус» та національної збірної Фінляндії.

## Ігрова кар'єра

### Клубна
З восьмирічного віку Лено Вальта займався футболом у клубній академії столичного ГІКа. Вже в молодіжних командах своєю грою Лео привернув до себе увагу провідних європейських клубів. Але за правилами ФІФА він не міг переїхати до іншої країни до 16 років. Тому він залишився у Фінляндії і продовжив свої виступи у резервній команді ГІКа «Клубі 04» у Третьому дивізіоні чемпіонату Фінляндії.
Та вже у 2019 році Вальта перейшов до данського клубу «Норшелланн», де спочатку також виступав у молодіжній команді. Вже з сезону 2021 року Вальта став ключовим гравцем основи столичного клубу. Влітку 2021 року футболіст підписав з клубом новий контракт і 18 липня дебютував у матчах Вейккаусліга.
2023 рік Вальта провів, граючи в оренді в данському клубі «Кеге» та шведському «М'єльбю».
Перед початком сезону 2024 року Вальта перейшов до іншого шведського клубу — «Сіріус», з яким підписав контракт до літа 2028 року.

### Збірна
З 2021 року Лео Вальта є гравцем молодіжної збірної Фінляндії.
4 червня 2024 року у товариському матчі проти команди Португалії Лео Вальта дебютував у складі національної збірної Фінляндії.